# Jules Desbois

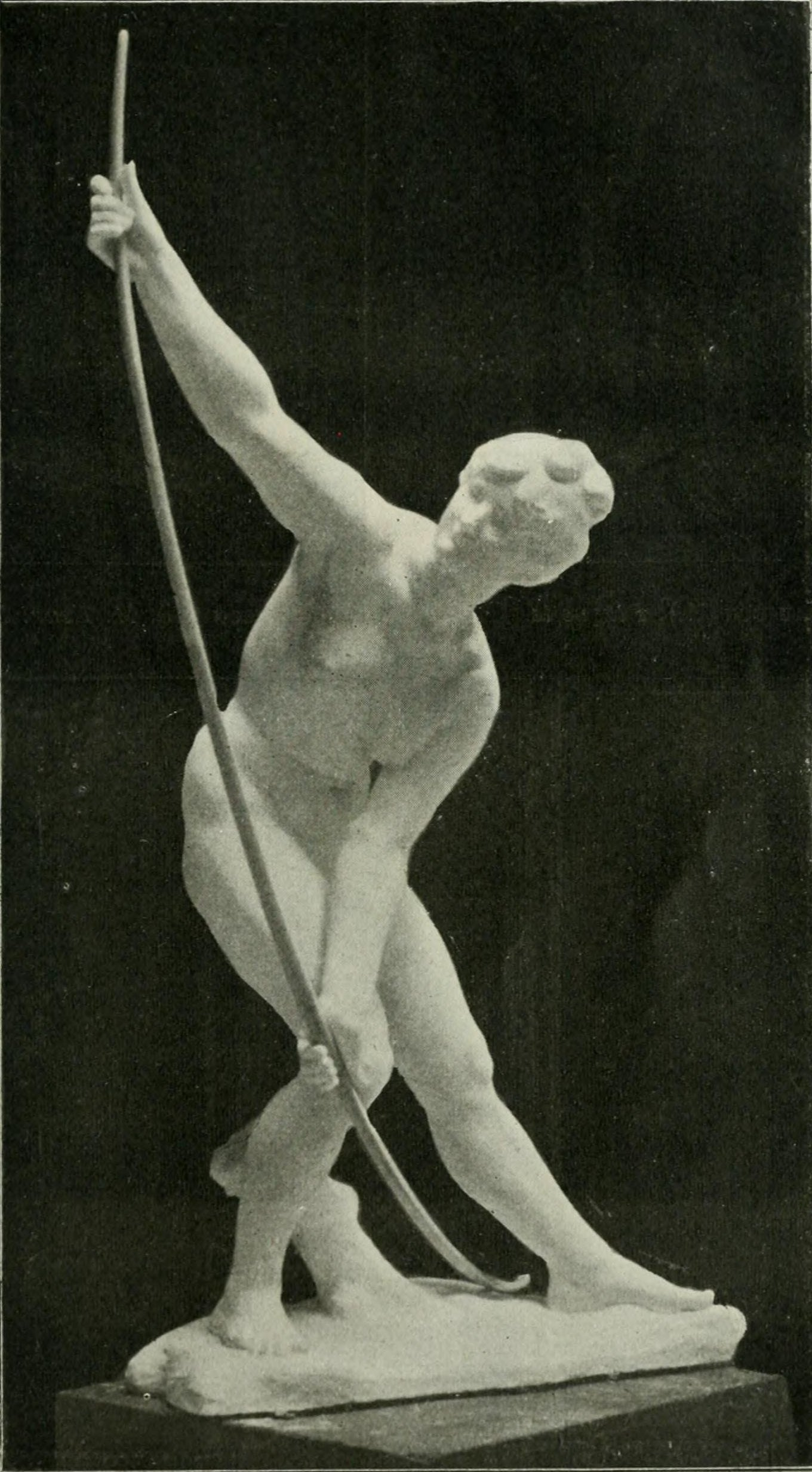
Femme a l'arc, Salone del 1905

Jules Desbois (Parçay-les-Pins, 20 dicembre 1851 – Parigi, 2 ottobre 1935) è stato uno scultore e medaglista francese.

## Biografia
Dopo un breve passaggio in un atelier turonese, Desbois entrò nello studio di Henri Bouriché ad Angers. Nel 1874, egli partì per studiare alla scuola di belle arti di Parigi. Vi rimase per cinque anni e perfezionò la sua tecnica nello studio di Jules Cavelier, un vecchio studente di David d’Angers.

### L’avventura americana e l'incontro con Rodin

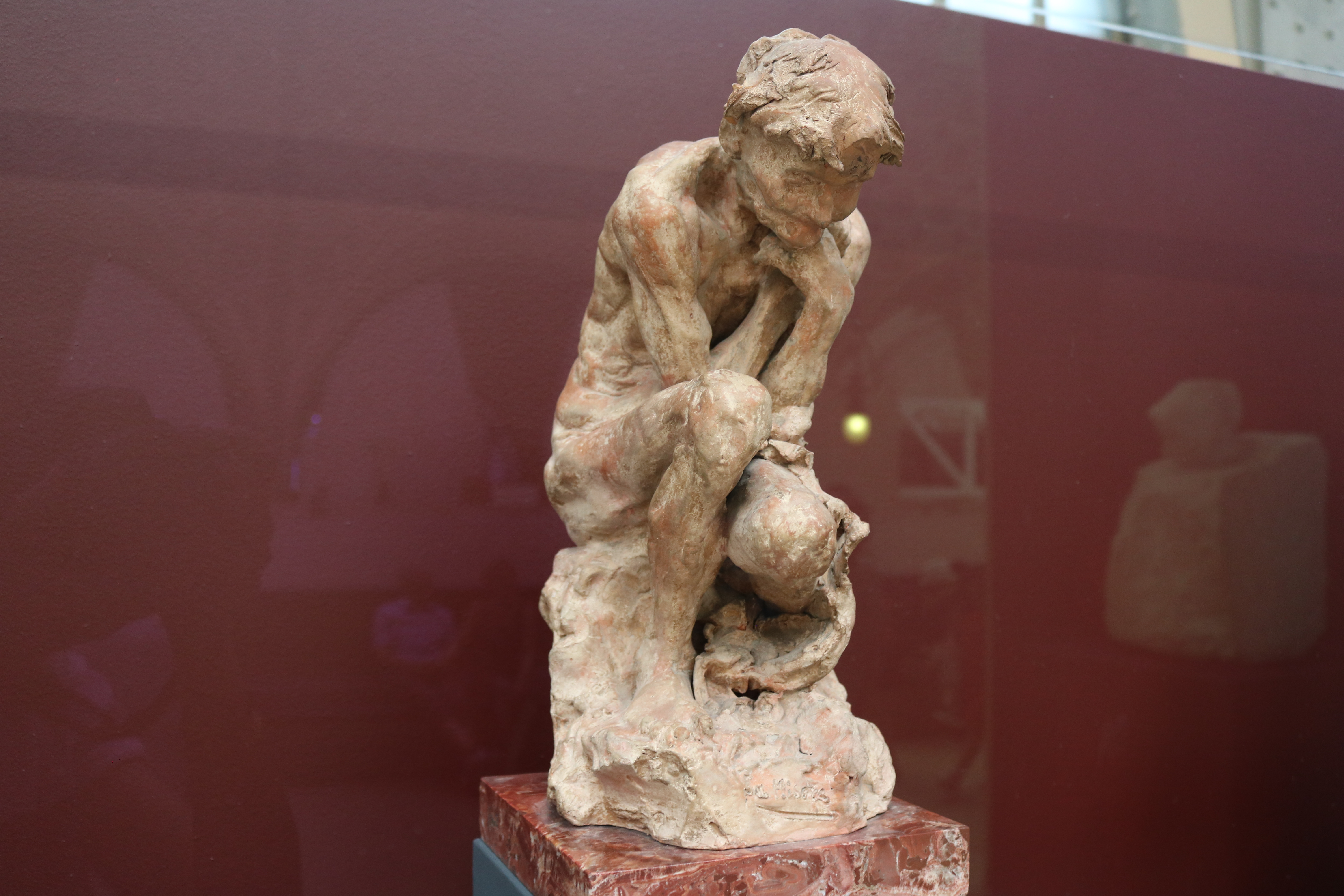
Un bozzetto per l'opera La Miseria.

Nel 1878, Desbois incontrò Auguste Rodin presso il cantiere del vecchio palazzo del Trocadéro e strinse amicizia con lui. Lo stesso anno, egli decise di tentare la sorte negli Stati Uniti, ma lì non fece fortuna e tornò in Francia tre anni dopo. Per un certo periodo si dedicò alla rotocalcografia, finché non incontrò nuovamente Rodin, che aveva bisogno di collaboratori per far fronte a tante commissioni. Desbois tornò a occuparsi della scultura e lavorò nello studio del maestro come praticante nel 1884. Nel 1887, egli avrebbe scoperto la modella italiana ottantenne Maria Caira, che gli servì per la creazione della Miseria, e che avrebbe ispirato Rodin e Camille Claudel per opere come Celle qui fut la belle Heaulmière, L'inverno e Clotho.
Fu un membro del Salone degli artisti francesi, dove ottenne nel 1887 una medaglia di prima classe con un'opera sulla storia di Aci e Galatea, e poi vinse una medaglia d'oro all'esposizione universale di Parigi del 1889. Fu anche un membro della giuria dell'esposizione universale del 1900, dove fu classificato come fuori concorso.

### Lo sviluppo di un'arte
La collaborazione con Rodin ebbe un ruolo essenziale nell'evoluzione artistica di Desbois. Rodin gli insegnò a liberarsi dai vincoli della sua formazione classica per sviluppare un'estetica più personale. I due artisti si ispirarono e si influenzarono a vicenda. Desbois divenne noto e ricevette sempre più commissioni, anche statali. Egli era anche presente in vari Saloni. Quello nel 1894 della società nazionale delle belle arti dove espose La Miseria, la scultura di una donna anziana dall'aspetto emaciato che fece scalpore, gli garantì il riconoscimento. Nel 1896, la società nazionale delle belle arti gli dedicò una mostra personale.

### Il riconoscimento

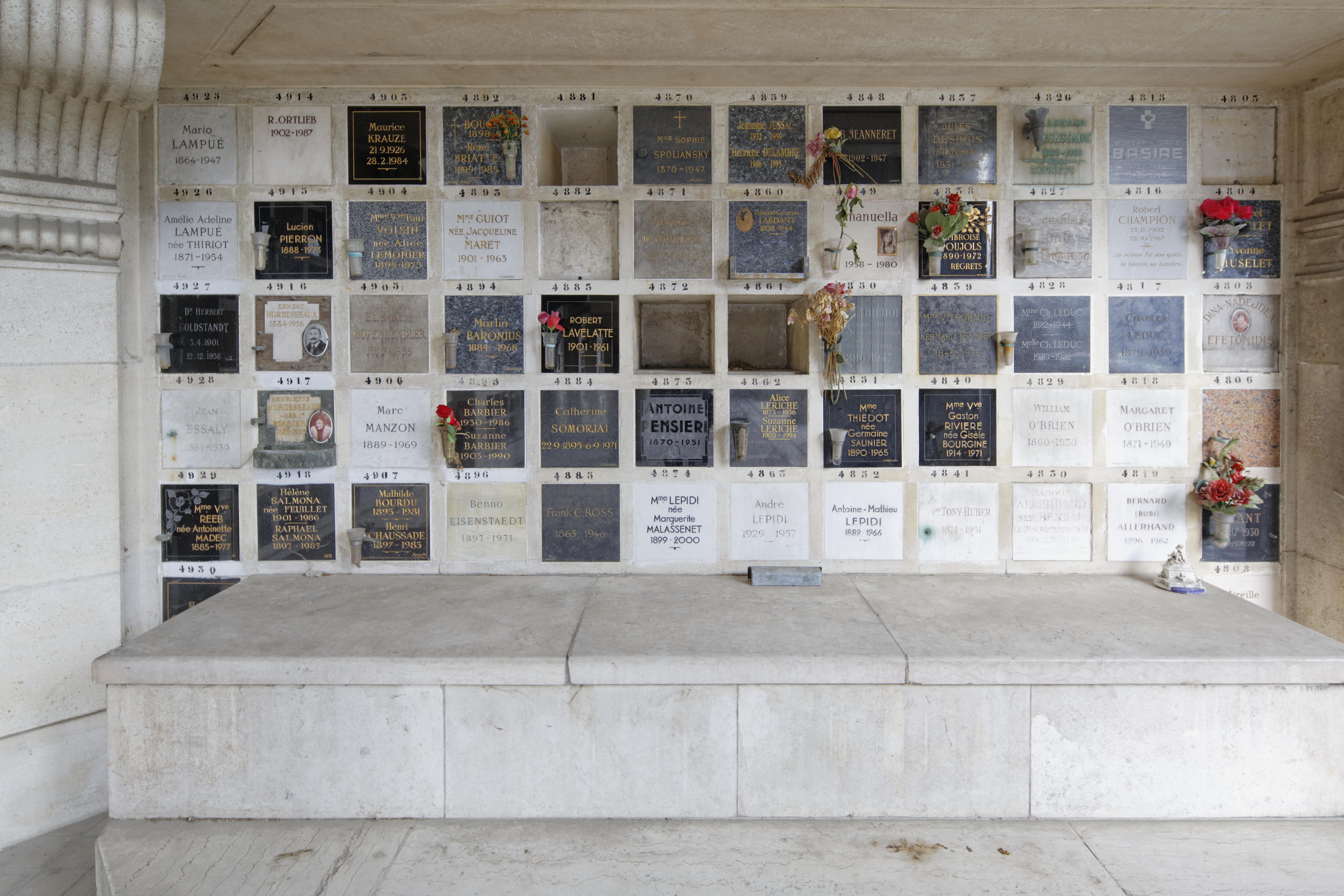
Il colombario dove furono poste le ceneri dell'artista (in alto a destra).

Tra il 1914 e il 1930, Desbois realizzò molte opere che espose ai Saloni. Si occupò di commissioni sia statali che private.
Nel 1930, indebolito dai problemi di salute, cessò definitivamente di scolpire per dedicarsi al pastello e morì cinque anni dopo nella sua casa parigina del boulevard Murat, nel quartiere di Auteuil. Le sue ceneri vennero collocate nella casella n. 4837 del colombario del cimitero di Père-Lachaise.

### Dopo la morte
Desbois cadde nell'oblio dopo la sua morte, e le sue opere furono disperse. Inoltre, la sua collaborazione con Rodin aveva eclissato il suo lavoro, e la storia aveva conservato solo il nome del maestro. Bisognerà aspettare il 1979 e la creazione ad opera di Raymond Huard (1934-2017), un altro scultore di Parçay les Pins, di un primo museo dedicato a Desbois, nella sua casa natale, affinché la sua opera sia riconosciuta e considerata nel suo valore vero.

## Opere
Desbois lavorava utilizzando i materiali più diversi, come la pietra, il marmo, il bronzo, il legno e il gesso, ma anche lo stagno per le arti decorative, producendo delle opere ricche e varie. Egli traeva la sua ispirazione soprattutto dai miti antichi (come quello di Leda) dalle figure allegoriche, ma anche dai soggetti contemporanei, ispirandosi alle guerre del 1870 e del 1914-1918.
La sua opera è il riflesso fedele delle correnti e delle tecniche adoperate nell'arte del XIX secolo e si organizza su tre grandi assi di lavoro. Oltre a ciò, Desbois realizzò un certo numero di monumenti commemorativi su richiesta dello stato e dei privati. Era anche un buon ritrattista che riproduceva fedelmente i tratti dei suoi effigiati.

### Lo studio del movimento

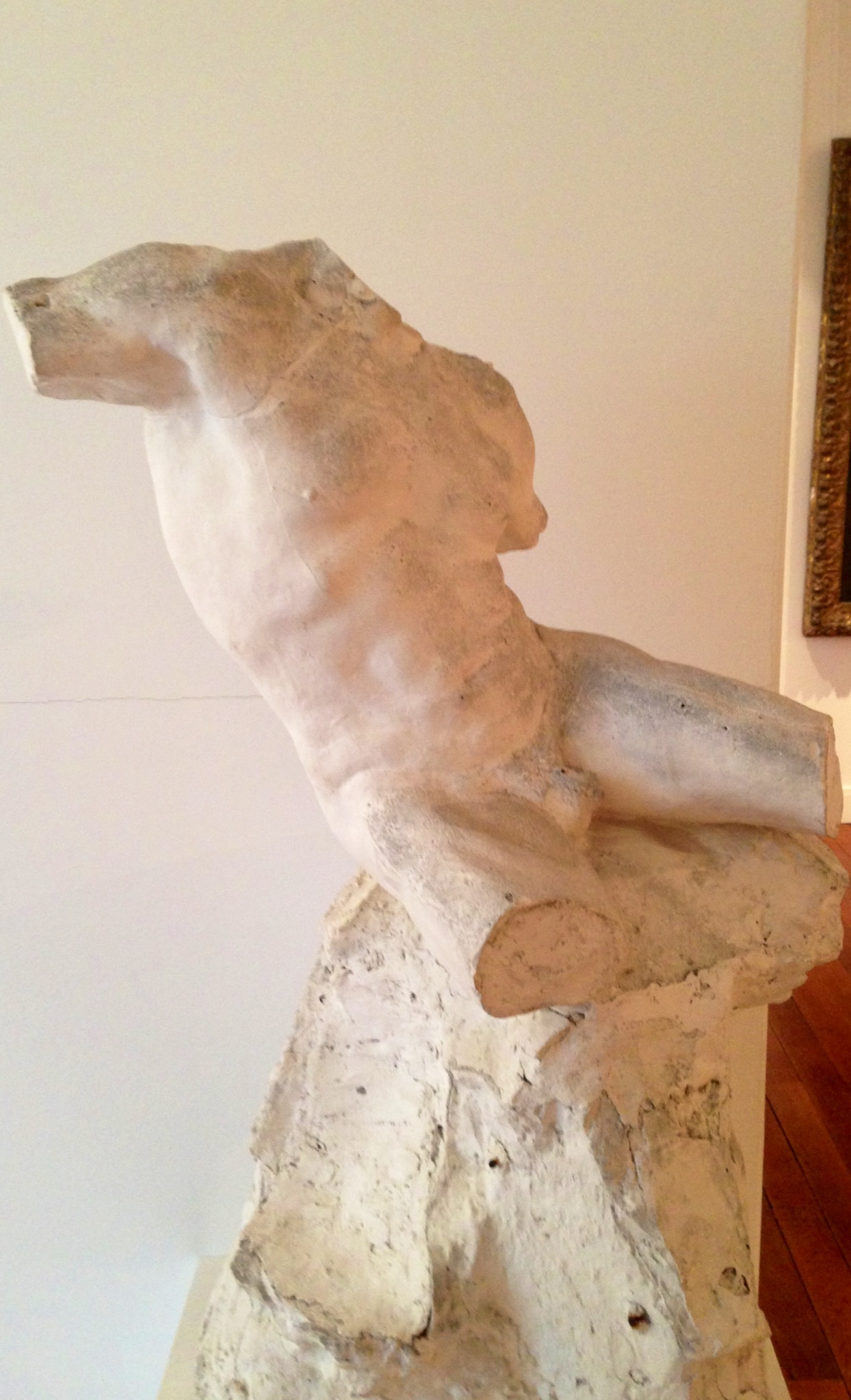
Torse de Sisyphe (1908), gesso, museo di belle arti di Tours

Nel XIX secolo, l'osservazione scientifica del corpo aveva un ruolo essenziale nell'arte. Jules Desbois si era interessato molto alla composizione del movimento e alla sua espressione artistica. Conoscendo perfettamente l'anatomia umana, non esitò a giocare con le proporzioni e con la decostruzione di certe parti del corpo per ottenere un risultato visuale armonioso ed espressivo. Egli rappresentò soprattutto delle donne, i cui corpi sinuosi e curvilinei gli permisero di esprimere la virtuosità della modellazione.

### L’interesse per il movimento realista
Come i suoi contemporanei Auguste Rodin e Camille Claudel, Desbois s’interessò alla condizione umana, al passaggio del tempo e a i suoi effetti sul corpo umano.
Pertanto, Desbois creò un certo numero di opere legate alla rappresentazione della morte, della miseria e della vecchiaia, piene di realismo e di umanità, in uno stile lontano dall'accademismo.

### Il manifesto per le arti decorative
Nel 1898, egli si unì al gruppo L'Art dans Tout che divenne un asse di riflessione e di produzione per i sostenitori dell'Art nouveau nel contesto dello sviluppo dell'industrializzazione. Desbois realizzò dei modelli d'edizione, spesso delle statuette muliebri, ma anche degli oggetti d'uso destinati a essere riprodotti, come delle borracce, dei portagioielli, dei piatti per far entrare l'arte nel quotidiano.